# Kamenar (Razgrad)
Kamenar (Bulgaars: Каменар) is een dorp in de Bulgaarse gemeente Loznitsa, oblast Razgrad. Op 31 december 2019 telde het dorp 458 inwoners. Het dorp ligt 11 km ten zuiden van Razgrad en 281 km ten noordoosten van Sofia.

## Bevolking

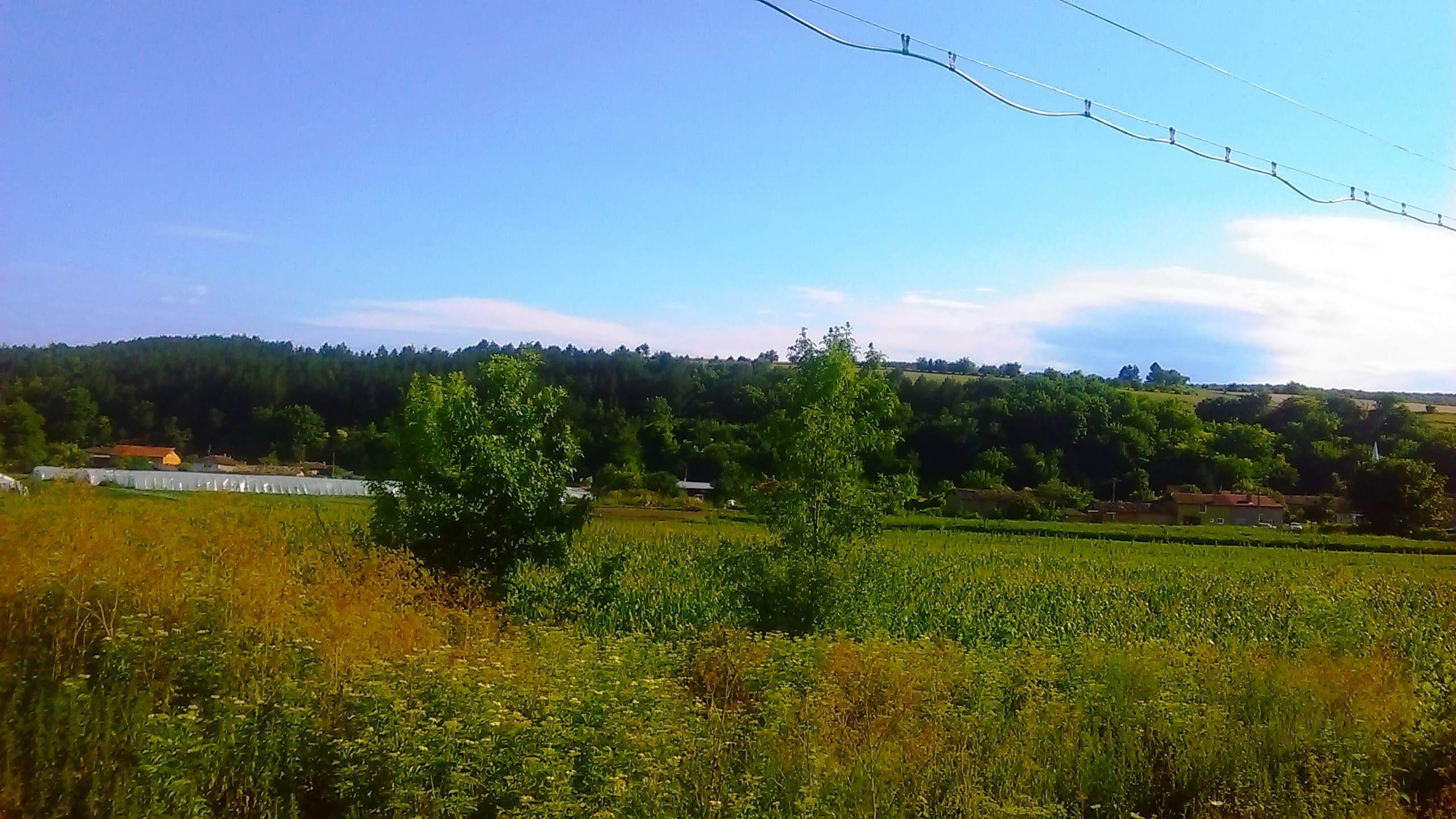
Een weiland in de buurt van de rivier Beli Lom

De telling van 1934 registreerde 1.251 inwoners. Dit aantal neemt sindsdien langzaam maar geleidelijk af. Op 31 december 2019 werden er 458 inwoners geteld. Van de 494 inwoners reageerden er 400 op de optionele volkstelling van 2011. Zo’n 324 personen identificeerden zichzelf als Bulgaarse Turken (81%), gevolgd door 60 etnische Bulgaren (15%).
Het dorp heeft een relatief gunstige leeftijdsopbouw. Van de 494 inwoners die in februari 2011 werden geregistreerd, waren er 112 jonger dan 15 jaar oud (23%), terwijl er 62 inwoners van 65 jaar of ouder werden geteld (13%).